# Max Angst
Max Angst   (Eglisau, 3 de juliol de 1921 - 21 de gener de 2002) fou un pilot de bob suís que va competir durant la dècada de 1950. Era germà del també pilot de bob Heiri Angst.
El 1956 va prendre part en els Jocs Olímpics d'Hivern de Cortina d'Ampezzo, on disputà les dues proves del programa de bob. En la prova del bobs a dos guanyà la medalla de bronze formant equip amb Harry Warburton, mentre en la del bobs a quatre fou quart. En el seu palmarès també destaca una medalla de bronze al Campionat del món de bob.